# Moulainville
Moulainville è un comune francese di 131 abitanti situato nel dipartimento della Mosa nella regione del Grand Est.

## Storia

### Simboli
Ornamenti esteriori: due spighe di  grano, stelate e fogliate d'oro, passate in decusse con altre due; Croce di guerra 1914-1918 al naturale appesa al suo nastro ed attraversante sull'incrocio; iscrizione del toponimo MOULAINVILLE in lettere d'argento su una lista d'azzurro con risvolti di rosso.»
Lo stemma è stato adottato il 10 aprile 2024. Sotto l'Ancien Régime, ogni località del villaggio costituiva una signoria: Moulainville la Basse, dipendeva dal Vescovado di Verdun (Principauté épiscopale de Verdun) il cui emblema era d'azzurro, al pastorale da vescovo doro; sinistrato da una spada alta d'argento, guarnita d'oro, accompagnato da tre chiodi anch'essi d'argento dove i chiodi sono un riferimento a Urbs Clavorum ("città dei chiodi" in latino) che è il nome volgare della città di Verdun; Moulainville la 
Haute era dominato dal casato dei de Choiseul-Stainville che portava uno stemma d'oro, alla croce ancorata di rosso.
Ultima signora di Moulainville la Haute fu Marie-Thérèse de Choiseul (1766-1794) figlia di Jacques-Philippe de Choiseul conte di Stainville (1727-1789) e sposa del principe Giuseppe Grimaldi di Monaco (1763-1816). I legami con la casata di Monaco sono ricordati dai fusi rossi in campo d'argento.
Il perimetro fortificato rappresenta il forte costruito nel 1875/77 nel quadro della seconda cintura di fortificazioni di Verdun, sulla riva destra della Mosa.
Le spighe di grano che circondano lo scudo sottolineano il carattere agricolo della località.

## Società

### Evoluzione demografica
Abitanti censiti